# 序奏とアレグロ (ラヴェル)
『序奏とアレグロ（フランス語: Introduction et Allegro）』はモーリス・ラヴェルが1905年に作曲した、ハープとフルート、クラリネットおよび弦楽四重奏のための七重奏曲。エラール社のダブル・アクション方式のペダルつきハープの普及のために、同社より依嘱された室内楽曲である。初演は1907年2月22日に、フランス写真協会主催の演奏会においてパリで行われた。
クロード・ドビュッシーがハープと弦楽合奏のために作曲した『神聖な舞曲と世俗的な舞曲』とほぼ同時期の作品である。ドビュッシーの作品の方はプレイエルの新型の半音階ハープの普及のために作曲された作品であり、エラールはこのプレイエルの動きに対抗するためにラヴェルに依頼した。『神聖な舞曲と世俗的な舞曲』が実はエラールのハープでも演奏可能だったのに対し、『序奏とアレグロ』をプレイエルのハープで演奏するのはまったく不可能だった。エラールのハープが現代のハープの原型となったのに対して、プレイエルの発明品は忘れ去られてしまっている。
『序奏とアレグロ』は変ト長調、単一楽章のソナタ形式ふうの作品で、美しい2つの旋律主題を軸に繰り広げられている。序奏は4/4拍子、主部はワルツ風の曲調となり3/4拍子。ハープのやや長めの印象的なカデンツァも挿入されており、さしずめ室内楽編成によるハープ協奏曲といった観もある。演奏には11分前後を要する。